# Tambach-Dietharz
Tambach-Dietharz – miasto w Niemczech, w kraju związkowym Turyngia, w powiecie Gotha.

## Współpraca
Miejscowość partnerska:
- Sontra, Hesja